# Anna Kurnikowa
Anna Siergiejewna Kurnikowa, ros. А́нна Серге́евна Ку́рникова (ur. 7 czerwca 1981 w Moskwie) – rosyjska tenisistka, posiadająca również obywatelstwo amerykańskie.
Mistrzyni Australian Open z lat 1999 i 2002 w grze podwójnej; finalistka Wimbledonu w 1999 i US Open w 2000 w grze mieszanej; dwukrotna zwyciężczyni mistrzostw WTA w grze podwójnej (1999, 2000); liderka rankingu gry podwójnej; reprezentantka Rosji w Pucharze Federacji i na letnich igrzyskach olimpijskich.

## Kariera tenisowa
Anna Kurnikowa rozpoczęła treningi tenisowe w wieku pięciu lat. Pomiędzy 1992 a 1997 trenowała w Akademii Tenisowej Nicka Bollettieriego na Florydzie w Stanach Zjednoczonych. W 1994 rozpoczęła występy w rozgrywkach juniorskich Międzynarodowej Federacji Tenisowej. Jeszcze w tym samym sezonie zagrała w ćwierćfinale Wimbledonu, zatrzymana przez Martinę Hingis. Rok później w Londynie była w półfinale, pokonana przez Tamarine Tanasugarn. W 1995 w parze z Polką Aleksandrą Olszą odnotowała wicemistrzostwo US Open. Według notowań z 31 grudnia 1995 była najlepszą juniorką świata w rankingu singlowym.
Status profesjonalnej tenisistki otrzymała w 1995 roku. We wrześniu tego roku zadebiutowała w turnieju WTA w grze pojedynczej, przechodząc pomyślnie eliminacje w Moskwie. Pierwszy mecz w ramach drabinki głównej rozegrała z Niemką Marketą Kochta i wygrała 6:4, 3:6, 6:3; w drugiej rundzie po wyrównanym pojedynku musiała uznać wyższość Sabine Appelmans (28 WTA). Przełom w jej karierze nastąpił w sierpniu 1996, kiedy to po przejściu kwalifikacji doszła do czwartej rundy wielkoszlemowego US Open – był to jej wielkoszlemowy debiut i dopiero drugi zawodowy występ. W trzeciej rundzie ograła Barbarę Paulus (14 WTA), a uległa Steffi Graf. Awansowała do czołowej setki rankingu WTA.

Kurnikowa podczas turnieju WTA w Sydney w 2002 roku

W maju 1997 w Berlinie ograła Arantxę Sanchez Vicario, a wkrótce w swoim wimbledońskim debiucie doszła aż do finału. To był drugi przypadek w erze open, gdy kobieta w pierwszym swoim występie osiągnęła półfinał (poprzednia była Chris Evert, 1976, a następna Alexandra Stevenson w 1999). Na liście wyeliminowanych przez Kurnikową tenisistek znalazły się Anke Huber, Helena Suková i Iva Majoli; przegrała natomiast z Hingis. W Miami w 1998 po raz pierwszy w karierze awansowała do indywidualnego finału. Ograła same wybitne rywalki: Mirjanę Lučić, Monicę Seles, Conchitę Martinez, Lindsay Davenport i Arantxę Sanchez Vicario, nie dając rady jedenastej w światowym rankingu Venus Williams. Występ ten dał jej miejsce w gronie dwudziestu najlepiej grających kobiet świata. W maju po raz pierwszy zwyciężyła Hingis (ówczesną liderkę tenisa damskiego, stało się to w ćwierćfinale w Berlinie). Była to pierwsza porażka Szwajcarki z tenisistką młodszą od niej. W Eastbourne Rosjanka awansowała po raz pierwszy do półfinału na kortach trawiastych, po trzysetowym zwycięstwie z Graf oddała walkowerem mecz z Sanchez Vicario. Podczas pojedynku z Niemką niefortunnie upadła, czego skutkiem była kontuzja prawego nadgarstka i rozbrat z tenisem na kilka tygodni. Powróciła latem, dochodząc do czwartej rundy US Open. Po raz pierwszy zakwalifikowała się do mistrzostw WTA, rozgrywanych systemem pucharowym. W pierwszym meczu nie dała rady Monice Seles.
Regularnie dochodziła przynajmniej do turniejowych ćwierćfinałów. W marcu 1999 zagrała w finale w Hilton Head, gdzie poległa z Hingis, swoją deblową partnerką. W Amelia Island wyeliminowała Jennifer Capriati i wiceliderkę klasyfikacji światowej, Lindsay Davenport. Odnotowała czwarte rundy trzech imprez wielkoszlemowych (w czwartej, US Open, nie wystąpiła; przyczyną była kontuzja prawej stopy, której nabawiła się w Kanadzie). Jednocześnie zakończyła rok jako najlepsza deblistka świata.
Po serii półfinałów, w październiku 2000 otrzymała kolejną szansę na zdobycie singlowego tytułu WTA. Zagrała w finale w Moskwie, ale na jej drodze do pucharu ponownie stanęła Hingis. Szwajcarka wyeliminowała też Kurnikową w półfinale mistrzostw WTA, choć i tak był to najlepszy jak dotąd występ Rosjanki w tej imprezie. W grze podwójnej Hingis i Kurnikowa zdobyły główne trofeum.
Kontuzja lewej stopy znacznie zredukowała kalendarz startów Anny w roku 2001. W styczniu osiągnęła ćwierćfinał Australian Open i półfinał w Tokio (obydwa mecze przegrała z Davenport). Po wielomiesięcznej przerwie dopiero w październiku w Luksemburg udało się jej wygrać mecz, doszła do ćwierćfinału pokonana przez Kim Clijsters. W styczniu 2002 doszła do jednej drugiej finału w Auckland, ale z kretesem przegrała w spotkaniu otwarcia w Melbourne z Justine Henin. Była w najlepszej czwórce w Tokio, Acapulco i San Diego. Jesienią w Szanghaju po raz ostatni doszła do finału zawodów WTA, jednak i tym razem nie zdołała sięgnąć po mistrzostwo, zdobywając tylko pięć gemów w konfrontacji z Anną Smasznową.
W sezonie 2003 walczyła z kontuzją pleców i seryjnie odpadała we wczesnych fazach imprez. Jej ostatni mecz w WTA Tour miał miejsce w kwietniu w Charleston w rundzie numer jeden; skreczowała w starciu z Conchitą Martinez przy stanie 4:6, 1:1. W maju próbowała jeszcze swoich sił w zawodach Międzynarodowej Federacji Tenisowej w Sea Island i Charlottesville; w tym drugim turnieju przegrała z Brazylijką Bruną Colosio (384 WTA) w trzech setach i to był jej ostatni oficjalny pojedynek.

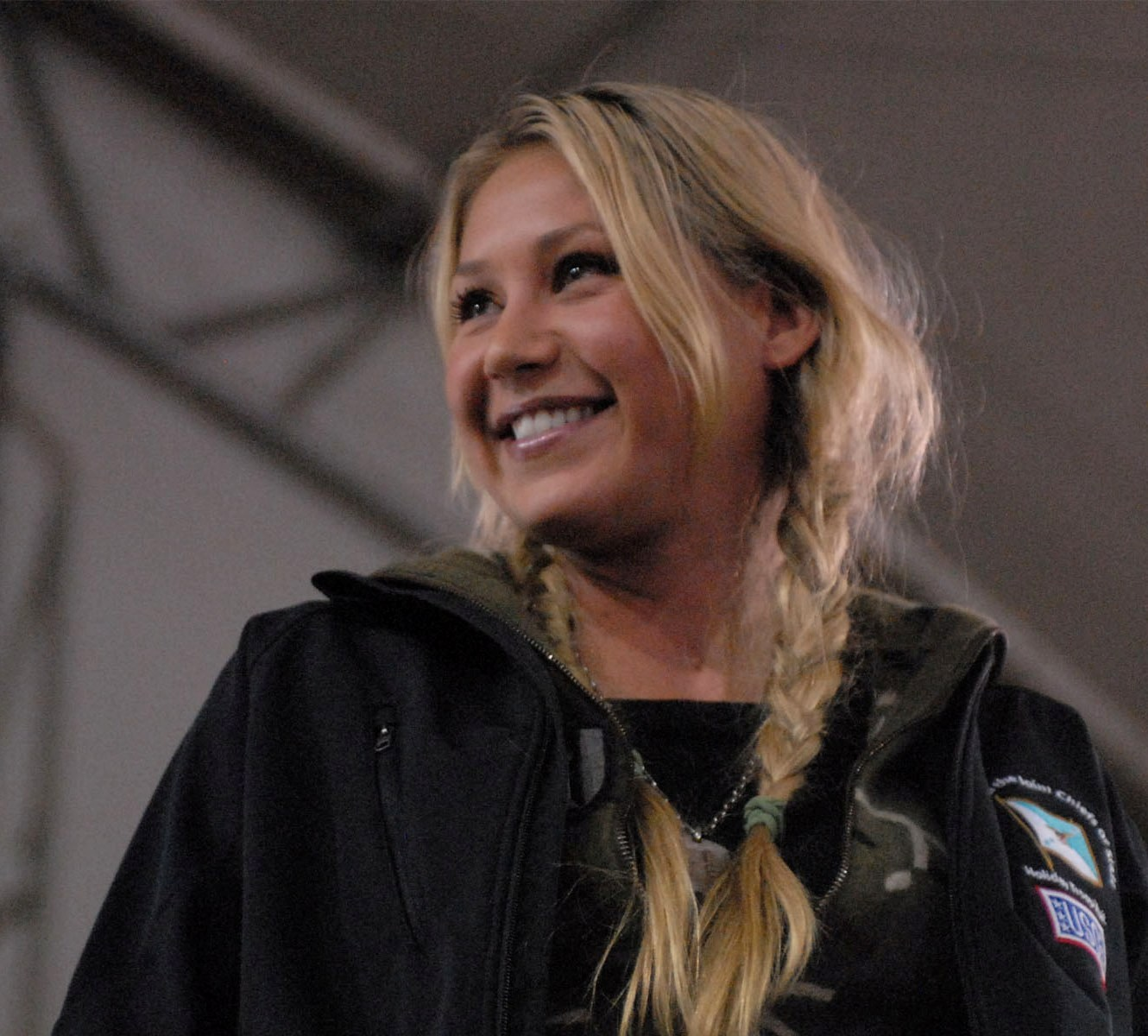
Kurnikowa w 2009 roku

Anna Kurnikowa to utytułowana deblistka. Passa jej sukcesów rozpoczęła się w 1995 roku finałem w Moskwie, osiągniętym w parze z Aleksandrą Olszą. Pierwsze mistrzostwo zdobyła w 1998 w Tokio w duecie z Monicą Seles. Jej drugi tytuł był jednocześnie jej pierwszym triumfem w Wielkim Szlemie – w finale Australian Open 1999 razem z Hingis pokonały Lindsay Davenport i Natallę Zwierawą. W tym samym sezonie wygrały Mistrzostwa WTA w Nowym Jorku po finale z Łarysą Sawczenko i Arantxą Sanchez Vicario. W tym samym turnieju okazały się najlepsze w edycji 2000, ale tym razem ograły w decydującym spotkaniu Nicole Arendt i Manon Bollegraf. W styczniu 2002 Kurnikowa wygrała swój ostatni turniej wielkoszlemowy w ramach Australian Open. Finałowymi rywalkami Rosjanki i partnerującej jej niezmiennie Szwajcarki były Daniela Hantuchová i Sanchez Vicario. Ostatni tytuł Anna zdobyła we wrześniu 2002 w Szanghaju w parze z Tajwanką Janet Lee. Jej partnerkami deblowymi były również Julie Halard, Natalla Zwierawa, Barbara Schett i Lindsay Davenport. Rosjanka przez dziesięć tygodni, od 22 listopada 1999 do 30 stycznia 2000, zajmowała pierwsze miejsce w światowej klasyfikacji deblistek WTA; jak dotąd jest jedyną kobietą z Rosji, która była najlepszą deblistką globu.
Kurnikowa regularnie brała udział w rozgrywkach gry mieszanej, dwukrotnie kończąc swoje występy na finałach. W 1999 z Jonasem Björkmanem została wicemistrzynią Wimbledonu, przegrali wówczas z Lisą Raymond i Leanderem Paesem. Po raz drugi zagrała w decydującym meczu podczas US Open 2000 u boku Maksa Mirnego, nie sprostali Arantxy Sanchez Vicario i Jaredowi Palmerowi. Najlepszy wynik Rosjanki w Australian Open to półfinał (w edycji 1997 z Markiem Knowlesem i w 2000 z Björkmanem), a we French Open ćwierćfinał w 1997 z Knowlesem.
Reprezentowała Rosję w Pucharze Federacji w latach 1996–2000. Zadebiutowała w konfrontacji Rosjanek ze Słowenkami w ramach strefy Europy i Afryki. Dopiero cztery lata później miała szansę zagrać w Grupie Światowej, ale wygrała spośród sześciu pojedynków jedynie deblowy mecz z Australijkami w parze z Jeleną Lichowcewą. Jej bilans meczów singlowych w tym turnieju to 2-5, deblowych natomiast 10-2. Została najmłodszą tenisistką, która brała udział w tych zawodach.
W 1996 w Atlancie zadebiutowała w letnich igrzyskach olimpijskich. W grze pojedynczej przegrała w pierwszej rundzie w trzech setach z Belgijką Laurence Courtois. Podobnie zakończył się jej występ deblowy u boku Jeleny Makarowej, ale tu trafiły na dużo bardziej utytułowane przeciwniczki z Czech, Janę Novotną i Helenę Sukovą, które później sięgnęły po srebrne medale.
Kurnikowa otrzymała od WTA nagrody za Debiut Roku w 1996 oraz razem z Martiną Hingis dla Debla Roku w 1999.
Rosjanka zakończyła swoją sportową karierę w 2003 roku z powodu chronicznego urazu pleców. Mimo że zajmowała ósme miejsce w rankingu WTA (2000), nigdy nie wygrała turnieju zawodowego w grze pojedynczej (była w czterech finałach). Zdobyła szesnaście tytułów deblowych, w tym dwa wielkoszlemowe i dwa podczas mistrzostw WTA, była jedyną w dziejach rosyjską liderką deblowego rankingu kobiet. Dochodziła do finałów imprez Wielkiego Szlema w grze mieszanej.

## Po zakończeniu kariery tenisowej
Kurnikowa od 2003 roku występuje w ligowych rozgrywkach na terenie Stanów Zjednoczonych, znanych jako World Team Tennis. Do 2007 broniła barw Kansas City Explorers, potem przeniosła się do Sacramento Capitals, a obecnie gra dla St. Louis Aces.
Regularnie bierze udział w meczach pokazowych i charytatywnych. W 2004 była gościem trzech pokazówek zorganizowanych przez Eltona Johna z udziałem Sereny Williams i Andy’ego Roddicka. W styczniu 2005 zagrała po to, by zebrać pieniądze dla ofiar tsunami w Azji Południowo-Wschodniej; towarzyszyli jej Roddick, John McEnroe i Chris Evert. We wrześniu 2008 wzięła udział w Nautica Malibu Triathlon, który odbywał się na Zuma Beach w kalifornijskim Malibu. Wygrała ten wyścig dla kobiecego zespołu K-Swiss. W październiku grała w corocznym meczu charytatywnym, z którego dochód wspiera fundację Eltona Johna pomagającą ludziom chorym na AIDS. Zwyciężyła wówczas w spotkaniu mikstowym w parze z Andym Roddickiem.
2 maja 2009 wystąpiła w Legendary Night w Nowym Jorku razem z McEnroe, Tracy Austin i Jimem Courierem. W czerwcu 2010 po raz pierwszy od siedmiu lat zagrała w parze z Martiną Hingis. Panie wzięły udział w turnieju legend podczas wielkoszlemowego Wimbledonu.

## Kariera medialna

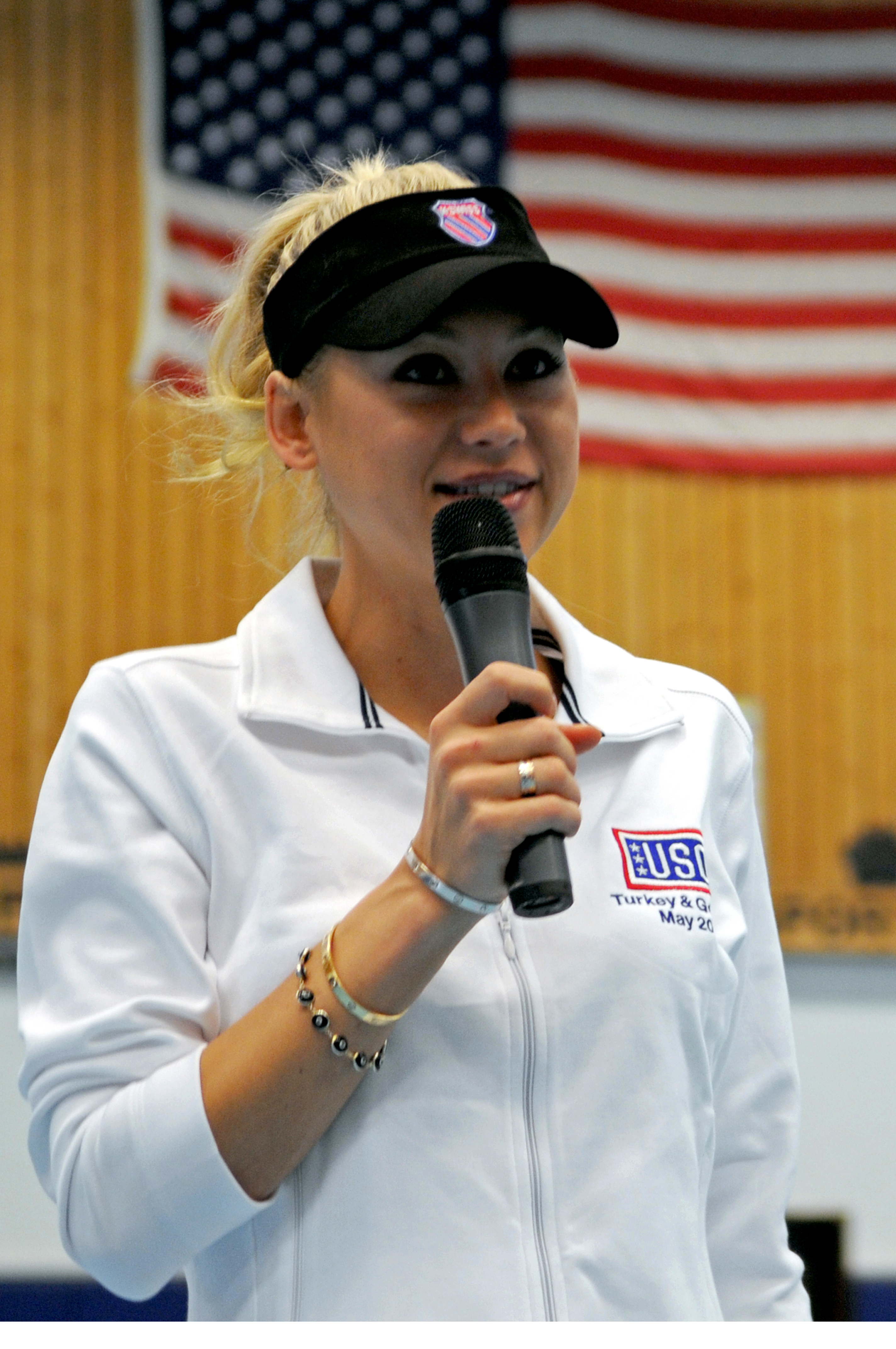
Anna Kurnikowa w 2009 roku

Anna Kurnikowa uważana jest za jedną z najpiękniejszych kobiet świata. Jej urodę dostrzeżono podczas US Open 1995, gdy miała piętnaście lat. W 2002 magazyn FHM nazwał ją najseksowniejszą kobietą świata, w tym samym roku wystąpiła też w teledysku Enrique Iglesiasa do piosenki Escape. W roku 2000 zagrała epizod w filmie Ja, Irena i Ja. W 2003 zajęła szóste miejsce w zestawieniu magazynu Forbes na najbardziej zaangażowane w karierę medialną kobiety; wyżej od niej notowane były tylko dwie tenisistki – siostry Williams.
22 sierpnia 2003 prowadziła otwarcie NASDAQ Market razem z Jeffem Bezosem i Bobem Greifeldem, współprowadziła World Music Awards 2003 i była prezenterką podczas GQ Men of the Year Awards 2003. Występowała też w licznych filmach dokumentalnych o tematyce tenisowej.
W 2010 wystąpiła w programie telewizyjnym zatytułowanym Co masz do stracenia? jako instruktorka w jednym z tenisowych zadań, wykonywanych przez uczestników programu. W maju 2011 ogłoszono, że tenisistka będzie regularnym gościem dwunastej edycji tego programu w Stanach Zjednoczonych.

## Życie prywatne
Anna Kurnikowa jest córką Siergieja Kurnikowa i jego żony Ałły. Ma młodszego brata Allana. Jej bliskim kuzynem jest kazachski tenisista pochodzenia rosyjskiego, Jewgienij Korolow. Wychowała się w Moskwie, ale po dziesięciu latach razem z rodziną emigrowała do Stanów Zjednoczonych. Mieszka w Miami. Jej brat otrzymał amerykańskie obywatelstwo pod koniec 2009 roku, ona sama rok później.
W 1997 porzuciła jedną z wyższych szkół rosyjskich i rozpoczęła studia na Rosyjskiej Akademii Wychowania Fizycznego.
Kurnikowa związana była z dwoma rosyjskimi hokeistami, Siergiejem Fiedorowem (pojawiły się nawet spekulacje o ich ślubie, który miał mieć miejsce w 2001, małżeństwo miało zakończyć się rozwodem dwa lata później) oraz starszym od niej o dziesięć lat Pawłem Bure. Od 2001 jest partnerką piosenkarza Enrique Iglesiasa, z którym ma troje dzieci – bliźnięta Lucy i Nicholasa oraz córkę Mary.

## Historia występów wielkoszlemowych
Legenda
     W, wygrany turniej
     F, przegrana w finale
     SF, przegrana w półfinale
     QF, przegrana w ćwierćfinale
     xR, przegrana w x rundzie
     A, brak startu

### Występy w grze pojedynczej
| Australian Open        | A   | A  | 1R | 3R | 4R | 4R | QF | 1R | 2R  | 13 – 7  |  |  |  |  |  |  |  |  |  |  |  |  |  |  |  |  |
| French Open            | A   | A  | 3R | 4R | 4R | 2R | A  | 1R | A   | 9 – 5   |  |  |  |  |  |  |  |  |  |  |  |  |  |  |  |  |
| Wimbledon              | A   | A  | SF | A  | 4R | 2R | A  | 1R | A   | 9 – 4   |  |  |  |  |  |  |  |  |  |  |  |  |  |  |  |  |
| US Open                | A   | 4R | 2R | 4R | A  | 3R | A  | 1R | A   | 9 – 5   |  |  |  |  |  |  |  |  |  |  |  |  |  |  |  |  |
|                        |     |    |    |    |    |    |    |    |     |         |  |  |  |  |  |  |  |  |  |  |  |  |  |  |  |  |
| Ranking na koniec roku | 281 | 65 | 32 | 13 | 12 | 8  | 74 | 35 | 305 | 40 – 21 |  |  |  |  |  |  |  |  |  |  |  |  |  |  |  |  |

### Występy w grze podwójnej
| Australian Open        | A | A  | 1R | 2R | W | SF | QF | W  | 3R  | 2 / 7  | 22 – 5  |  |  |  |  |  |  |  |  |  |  |  |  |  |  |  |  |
| French Open            | A | A  | 3R | SF | F | 3R | A  | A  | A   | 0 / 4  | 13 – 4  |  |  |  |  |  |  |  |  |  |  |  |  |  |  |  |  |
| Wimbledon              | A | A  | 2R | A  | A | SF | A  | SF | A   | 0 / 3  | 9 – 3   |  |  |  |  |  |  |  |  |  |  |  |  |  |  |  |  |
| US Open                | A | QF | 2R | 3R | A | 2R | A  | QF | A   | 0 / 5  | 10 – 5  |  |  |  |  |  |  |  |  |  |  |  |  |  |  |  |  |
|                        |   |    |    |    |   |    |    |    |     |        |         |  |  |  |  |  |  |  |  |  |  |  |  |  |  |  |  |
| Ranking na koniec roku | – | 78 | 40 | 10 | 1 | 4  | 26 | 11 | 176 | 2 / 19 | 54 – 17 |  |  |  |  |  |  |  |  |  |  |  |  |  |  |  |  |

### Występy w grze mieszanej
| Australian Open | A | A | SF | 2R | 1R | SF | 1R | A  | 2R | 0 / 6  | 10 – 6  |  |  |  |  |  |  |  |  |  |  |  |  |  |  |  |  |
| French Open     | A | A | QF | 2R | A  | A  | A  | A  | A  | 0 / 2  | 4 – 2   |  |  |  |  |  |  |  |  |  |  |  |  |  |  |  |  |
| Wimbledon       | A | A | 2R | A  | F  | 1R | A  | QF | A  | 0 / 4  | 9 – 4   |  |  |  |  |  |  |  |  |  |  |  |  |  |  |  |  |
| US Open         | A | A | 2R | A  | A  | F  | A  | A  | A  | 0 / 2  | 6 – 2   |  |  |  |  |  |  |  |  |  |  |  |  |  |  |  |  |
|                 |   |   |    |    |    |    |    |    |    |        |         |  |  |  |  |  |  |  |  |  |  |  |  |  |  |  |  |
|                 |   |   |    |    |    |    |    |    |    | 0 / 14 | 29 – 14 |  |  |  |  |  |  |  |  |  |  |  |  |  |  |  |  |

## Finały turniejów WTA
| Legenda                | Legenda |
| ---------------------- | ------- |
| Wielki Szlem           |         |
| Igrzyska olimpijskie   |         |
| WTA Tour Championships |         |
| 1988 – 2008            |         |
| Kategoria I            |         |
| Kategoria II           |         |
| Kategoria III          |         |
| Kategoria IV           |         |
| Kategoria V            |         |

### Gra pojedyncza 4 (0-4)
| Końcowy wynik | Nr | Data                 | Turniej     | Nawierzchnia    | Przeciwniczka  | Wynik finału  |
| ------------- | -- | -------------------- | ----------- | --------------- | -------------- | ------------- |
| Finalistka    | 1. | 29 marca 1998        | Miami       | Twarda          | Venus Williams | 6:2, 4:6, 1:6 |
| Finalistka    | 2. | 4 kwietnia 1999      | Hilton Head | Ceglana         | Martina Hingis | 3:6, 4:6      |
| Finalistka    | 3. | 29 października 2000 | Moskwa      | Dywanowa (hala) | Martina Hingis | 3:6, 1:6      |
| Finalistka    | 4. | 15 września 2002     | Szanghaj    | Twarda          | Anna Smasznowa | 2:6, 3:6      |

### Gra mieszana 2 (0–2)
| Końcowy wynik | Nr | Data            | Turniej   | Nawierzchnia | Partner        | Przeciwnicy                          | Wynik finału  |
| ------------- | -- | --------------- | --------- | ------------ | -------------- | ------------------------------------ | ------------- |
| Finalistka    | 1. | 3 lipca 1999    | Wimbledon | Trawiasta    | Jonas Björkman | Lisa Raymond Leander Paes            | 4:6, 6:3, 3:6 |
| Finalistka    | 2. | 9 września 2000 | US Open   | Twarda       | Maks Mirny     | Arantxa Sánchez Vicario Jared Palmer | 4:6, 3:6      |

## Występy w Turnieju Mistrzyń

### W grze pojedynczej
| Rok  | Rezultat | Rywalka        | Wynik               |
| 1998 | 1 runda  | Monica Seles   | 4:6, 3:6            |
| 1999 | 1 runda  | Mary Pierce    | 7:6(3), 6:7(5), 0:6 |
| 2000 | Półfinał | Martina Hingis | 6:7(2), 2:6         |

### W grze podwójnej
| Rok  | Rezultat    | Partnerka      | Przeciwniczki                          | Wynik    |
| 1998 | Ćwierćfinał | Łarysa Neiland | Lindsay Davenport Natalla Zwierawa     | 2:6, 3:6 |
| 1999 | Zwycięstwo  | Martina Hingis | Łarysa Neiland Arantxa Sánchez Vicario | 6:4, 6:4 |
| 2000 | Zwycięstwo  | Martina Hingis | Nicole Arendt Manon Bollegraf          | 6:2, 6:3 |

## Turnieje rangi ITF
| turnieje z pulą nagród 100 000 $ |
| turnieje z pulą nagród 75 000 $  |
| turnieje z pulą nagród 50 000 $  |
| turnieje z pulą nagród 25 000 $  |
| turnieje z pulą nagród 15 000 $  |
| turnieje z pulą nagród 10 000 $  |

### Gra pojedyncza 2 (2-0)
| Rezultat     | Data       | Turniej  | Naw.          | Przeciwniczka      | Wynik       |
| Zwyciężczyni | 18/02/1996 | Midland  | Twarda (hala) | Lindsay Lee-Waters | 7:6(2), 6:1 |
| Zwyciężczyni | 10/03/1996 | Rockford | Twarda        | Yuka Yoshida       | 6:1. 6:4    |

### Gra podwójna 1 (0-1)
| Rezultat   | Data       | Turniej  | Naw.   | Partnerka         | Przeciwniczki          | Wynik    |
| Finalistka | 10/03/1996 | Rockford | Twarda | Ludmila Varmužová | Elly Hakami Valda Lake | 2:6, 3:6 |

## Występy w igrzyskach olimpijskich

### Gra pojedyncza
| Runda                                                                    | Przeciwniczka             | Wynik         |  |
| ------------------------------------------------------------------------ | ------------------------- | ------------- |  |
|                                                                          |                           |               |  |
| Letnie Igrzyska Olimpijskie w Atlancie 1996, reprezentując państwo Rosja |                           |               |  |
| I runda                                                                  | Belgia: Laurence Courtois | 6:1, 2:6, 2:6 |  |

### Gra podwójna
| Runda                                                                    | Partnerka       | Przeciwniczki                            | Wynik    |
| ------------------------------------------------------------------------ | --------------- | ---------------------------------------- | -------- |
|                                                                          |                 |                                          |          |
| Letnie Igrzyska Olimpijskie w Atlancie 1996, reprezentując państwo Rosja |                 |                                          |          |
| I runda                                                                  | Jelena Makarowa | Czechy: Jana Novotná / Helena Suková [2] | 2:6, 2:6 |

## Finały juniorskich turniejów wielkoszlemowych

### Gra podwójna
| Końcowy wynik | Rok  | Turniej     | Nawierzchnia | Partnerka         | Przeciwniczki                    | Wynik finału  |
| Finalistka    | 1995 | US Open     | Twarda       | Aleksandra Olsza  | Corina Morariu Ludmila Varmužová | 3:6, 3:6      |
| Finalistka    | 1996 | French Open | Ceglana      | Ludmila Varmužová | Alice Canepa Giulia Casoni       | 2:6, 7:5, 5:7 |